# 利益衝突
利益衝突是指個人或組織涉及不同方面相同的利益時，向自己或與自己相關人士作出偏袒或優待的不當行為。利益衝突常出現於公職人員或律師身上。如果沒有一個完善的利益申報制度讓公眾監察，便很容易引起利益衝突出現。
然而利益衝突在任何行業、任何領域都有可能出現。像例如從事學術研究的人有時也會面臨利益衝突，一些企業為了維護自己的利潤，因此可能會贊助某些學者的研究，使其作出有利自己企業的研究成果。在研究中，利益衝突可以透過財務或非財務的形式呈現，而研究人員也可能會自覺或不自覺地做出有利贊助者的偏見。

## 影響
研究指出，人類在碰到現實利益時，可能會禁不起誘惑而違背良心，選擇傷害人拿錢。在單純的思想實驗中，大約64%的人聲稱不會為了錢而給人電擊；但同樣的實驗指出，在碰到真實的利益時，絕大多數（96%）的人都會選擇電人拿錢。對這些人腦部活動的觀察顯示，這些人拿錢時心裡很掙扎，但最後良心依舊抵不過現實利益的誘惑。

## 層次
利益冲突是指专业服务领域特别是律师职业中的一种现象，即委托人的利益与提供专业服务的业者本人或者与其所代表的其他利益之间存在某种形式的对抗，进而有可能导致委托人的利益受损，或者有可能带来专业服务品质的实质性下降。专业服务过程当中存在利益冲突必将伤及专业服务的职业精神和特定职业的社会公信力。因此，无论立法或职业道德规范均要求专业服务业者或机构有义务采取有效措施避免出现利益冲突。通常的做法是，在接受一项委托前有义务进行利益冲突查证，确保专业服务业者或机构未向委托人的对立方（或者在利益上有对抗的任何一方）提供过或者正在提供服务；在接受委托后发现存在利益冲突的，专业服务业者或机构必须向委托人说明情况并主动辞去委托。在某些情形下，经过委托人的同意（通常要求书面形式），专业服务业者或机构可以豁免此项义务，比如：利益冲突并不显著的情形；专业服务业者或机构为与委托人有利益冲突的前委托人提供的服务已经超过了一定的年限等。

## 各地制度

### 臺灣
2000年制定公布的中華民國法律《公職人員利益衝突迴避法》係規範公務員利益衝突迴避的主要法律規範，立法目的在於促進廉能政治以遏阻貪污腐化及不當利益輸送。該法第4條對於何謂「利益」作出立法定義，係指「財產上利益」及「非財產上利益」。財產上利益，包括動產、不動產、現金、存款、外幣、有價證券、債權或其他財產上權利與其他具有經濟價值或得以金錢交易取得之利益。非財產上利益，指有利公職人員或其關係人於政府機關、公立學校、公營事業機構之任用、陞遷、調動及其他人事措施。
至於所謂的「利益衝突」，在《公職人員利益衝突迴避法》第5條的定義為公職人員執行職務時，得因其作為或不作為，直接或間接使本人或其關係人獲取利益者。需特別指明的是，所謂的獲取利益，是指獲取私人利益，不包括獲取公共利益。

### 香港
政府規定公職人員，包括主要官員、行政會議成員及立法會議員須申報個人及配偶之資產及職銜，行政長官須於就任時向終審法院首席法官申報財產。此外亦有法律防止公職人員以權謀私，於執行公務時偏袒或優待如親屬等人士。曾有人被裁定普通法中的公職人員行為失當罪成入獄，如前立法會議員程介南及產業署總物業經理岑國社等。